# Polska Liga Koszykówki (2005/2006)
Polska Liga Koszykówki sezon 2005/2006

## Zespoły (14)
- Anwil Włocławek
- Astoria Bydgoszcz
- AZS Gaz Ziemny Koszalin
- Energa Czarni Słupsk
- Era Śląsk Wrocław
- Gipsar Stal Ostrów Wielkopolski
- SKK Kotwica Kołobrzeg
- Noteć Inowrocław
- KS Polonia SPEC Warszawa
- Polpak Świecie
- Polpharma Starogard Gdański
- SSA Prokom Trefl Sopot
- KS Turów Zgorzelec
- Unia Tarnów

## Terminarz

### I Runda

#### 1. kolejka (14/15.10.2005)
- Śląsk Wrocław – DGP Azoty Unia Tarnów 79:48
- Polpharma Starogard Gdański – Stal Ostrów Wlkp. 86:75
- AZS Gaz Ziemny Koszalin – BOT KS Turów Zgorzelec 97:96
- Energa Czarni Słupsk – Noteć Inowrocław 82:44
- KS Polpak Świecie – SKK Kotwica Kołobrzeg 90:86
- Astoria Bydgoszcz – Polonia SPEC Warszawa 65:79
- Prokom Trefl Sopot – WTK Anwil Włocławek 92:71

#### 2. kolejka (19.10.2005)
- Noteć Inowrocław – Polpharma Starogard Gdański 71:106
- Śląsk Wrocław – Prokom Trefl Sopot 68:77
- BOT KS Turów Zgorzelec – Polonia SPEC Warszawa 86:73
- AZS Gaz Ziemny Koszalin – DGP Azoty Unia Tarnów 93:89
- WTK Anwil Włocławek – Energa Czarni Słupsk 66:79
- SKK Kotwica Kołobrzeg – Astoria Bydgoszcz 59:92
- Stal Ostrów Wlkp. – KS Polpak Świecie 81:89

#### 3. kolejka (22.10.2005)
- Energa Czarni Słupsk – Śląsk Wrocław 77:84
- DGP Azoty Unia Tarnów – BOT KS Turów Zgorzelec 78:100
- Polonia SPEC Warszawa – SKK Kotwica Kołobrzeg 69:54
- Prokom Trefl Sopot – AZS Gaz Ziemny Koszalin 90:75
- Polpharma Starogard Gdański – WTK Anwil Włocławek 89:79
- KS Polpak Świecie – Noteć Inowrocław 67:53
- Astoria Bydgoszcz – Stal Ostrów Wlkp.

#### 4. kolejka (26.10.2005)
- AZS Gaz Ziemny Koszalin – Energa Czarni Słupsk 55:77
- WTK Anwil Włocławek – KS Polpak Świecie 76:80
- BOT KS Turów Zgorzelec – SKK Kotwica Kołobrzeg 112:71 TV
- DGP Azoty Unia Tarnów – Prokom Trefl Sopot 59:125
- Stal Ostrów Wlkp. – Polonia SPEC Warszawa 61:75
- Noteć Inowrocław – Astoria Bydgoszcz 59:91
- Śląsk Wrocław – Polpharma Starogard Gdański 54:50

#### 5. kolejka (29.10.2005)
- Astoria Bydgoszcz – WTK Anwil Włocławek
- Energa Czarni Słupsk – DGP Azoty Unia Tarnów
- SKK Kotwica Kołobrzeg – Stal Ostrów Wlkp.
- Prokom Trefl Sopot – BOT KS Turów Zgorzelec
- Polpharma Starogard Gdański – AZS Gaz Ziemny Koszalin
- Polonia SPEC Warszawa – Noteć Inowrocław
- KS Polpak Świecie – Śląsk Wrocław

#### 6. kolejka (05.11.2005 – sobota)
- Unia Tarnów – Polpharma Starogard Gdański
- Turów Zgorzelec – Gipsar Stal Ostrów
- Notec Inowrocław – Kotwica Kołobrzeg
- Anwil Włocławek – Polonia Warszawa
- Śląsk Wrocław – Astoria Bydgoszcz
- AZS Koszalin – Polpak Świecie
- Prokom Trefl Sopot – Czarni Słupsk

#### 7. kolejka (12.11.2005 – sobota)
- Polpak Świecie – Unia Tarnów
- Czarni Słupsk – Turów Zgorzelec
- Polpharma Starogard Gdański – Prokom Trefl Sopot
- Astoria Bydgoszcz – AZS Koszalin
- Polonia Warszawa – Śląsk Wrocław
- Kotwica Kołobrzeg – Anwil Włocławek
- Gipsar Stal Ostrów – Noteć Inowrocław

#### 8. kolejka (19.11.2005 – sobota)
- Unia Tarnów – Astoria Bydgoszcz
- Turów Zgorzelec – Noteć Inowrocław
- Anwil Włocławek – Gipsar Stal Ostrów
- Śląsk Wrocław – Kotwica Kołobrzeg
- AZS Koszalin – Polonia Warszawa
- Prokom Trefl Sopot – Polpak Świecie
- Czarni Słupsk – Polpharma Starogard Gdański

#### 9. kolejka (26.11.2005 – sobota)
- Polonia Warszawa – Unia Tarnów
- Polpharma Starogard Gdański – Turów Zgorzelec
- Polpak Świecie – Czarni Słupsk
- Astoria Bydgoszcz – Prokom Trefl
- Kotwica Kołobrzeg – AZS Koszalin
- Gipsar Stal Ostrów – Śląsk Wrocław
- Noteć Inowrocław – Anwil Włocławek

#### 10. kolejka (03.12.2005 – sobota)
- Unia Tarnów – Kotwica Kołobrzeg
- Turów Zgorzelec – Anwil Włocławek
- Śląsk Wrocław – Noteć Inowrocław
- AZS Koszalin – Gipsar Stal Ostrów
- Prokom Trefl Sopot – Polonia Warszawa
- Czarni Słupsk – Astoria Bydgoszcz
- Polpharma Starogard Gdański – Polpak Świecie

#### 11. kolejka (10.12.2005 – środa)
- Stal Ostrów Wielkopolski – Unia Tarnów
- Polpak Świecie – Turów Zgorzelec
- Astoria Bydgoszcz – Polpharma Starogard Gdański
- Polonia Warszawa – Czarni Słupsk
- Kotwica Kołobrzeg – Prokom Trefl Sopot
- Noteć Inowrocław – AZS Koszalin
- Anwil Włocławek – Śląsk Wrocław

#### 12. kolejka (23.12.2005 – piątek)
- Unia Tarnów – Noteć Inowrocław
- Turów Zgorzelec – Śląsk Wrocław
- AZS Koszalin – Anwil Włocławek
- Prokom Trefl Sopot – Gipsar Stal Ostrów
- Czarni Słupsk – Kotwica Kołobrzeg
- Polpharma Starogard Gdański – Polonia Warszawa
- Polpak Świecie – Astoria Bydgoszcz

#### 13. kolejka (28.12.2005 – środa)
- Anwil Włocławek – Unia Tarnów
- Astoria Bydgoszcz – Turów Zgorzelec
- Polonia Warszawa – Polpak Świecie
- Kotwica Kołobrzeg – Polpharma Starogard Gdański
- Gipsar Stal Ostrów – Czarni Słupsk
- Noteć Inowrocław – Prokom Trefl Sopot
- Śląsk Wrocław – AZS Koszalin

## II Runda

### 14. kolejka (07.01.2006 – sobota)
- Śląsk Wrocław – Unia Tarnów
- Turów Zgorzelec – AZS Koszalin
- Anwil Włocławek – Prokom Trefl Sopot
- Noteć Inowrocław – Czarni Słupsk
- Gipsar Stal Ostrów – Polpharma Starogard Gdański
- Kotwica Kołobrzeg – Polpak Świecie
- Polonia Warszawa – Astoria Bydgoszcz

### 15. kolejka (14.01.2006 – sobota)
- Unia Tarnów – AZS Koszalin
- Polonia Warszawa – Turów Zgorzelec
- Astoria Bydgoszcz – Kotwica Kołobrzeg
- Polpak Świecie – Gipsar Stal Ostrów
- Polpharma Starogard Gdański – Notec Inowrocław
- Czarni Słupsk – Anwil Włocławek
- Prokom Trefl Sopot – Śląsk Wrocław

### 16. kolejka (21.01.2006 – sobota)
- Turów Zgorzelec – Unia Tarnów
- AZS Koszalin – Prokom Trefl Sopot
- Śląsk Wrocław – Czarni Słupsk
- Anwil Włocławek – Polpharma Starogard Gdański
- Noteć Inowrocław – Polpak Świecie
- Gipsar Stal Ostrów – Astoria Bydgoszcz
- Kotwica Kołobrzeg – Polonia Warszawa

### 17. kolejka (28.01.2006 – sobota)
- Prokom Trefl Sopot – Unia Tarnów
- Kotwica Kołobrzeg – Turów Zgorzelec
- Polonia Warszawa – Gipsar Stal Ostrów
- Astoria Bydgoszcz – Noteć Inowrocław
- Polpak Świecie – Anwil Włocławek
- Polpharma Starogard Gdański – Śląsk Wrocław
- Czarni Słupsk – AZS Koszalin

### 18. kolejka (04.02.2006 – sobota)
- Unia Tarnów – Czarni Słupsk
- Turów Zgorzelec – Prokom Trefl Sopot
- AZS Koszalin – Polpharma Starogard Gdański
- Śląsk Wrocław – Polpak Świecie
- Anwil Włocławek – Astoria Bydgoszcz
- Noteć Inowrocław – Polonia Warszawa
- Gipsar Stal Ostrów – Kotwica Kołobrzeg

### 19. kolejka (11.02.2006 – sobota)
- Polpharma Starogard Gdański – Unia Tarnów
- Gipsar Stal Ostrów – Turów Zgorzelec
- Kotwica Kołobrzeg – Notec Inowrocław
- Polonia Warszawa – Anwil Włocławek
- Astoria Bydgoszcz – Śląsk Wrocław
- Polpak Świecie – AZS Koszalin
- Czarni Słupsk – Prokom Trefl Sopot

### 20. kolejka (25.02.2006 – sobota)
- Unia Tarnów – Polpak Świecie
- Turów Zgorzelec – Czarni Słupsk
- Prokom Trefl Sopot – Polpharma Starogard Gdański
- AZS Koszalin – Astoria Bydgoszcz
- Śląsk Wrocław – Polonia Warszawa
- Anwil Włocławek – Kotwica Kołobrzeg
- Noteć Inowrocław – Gipsar Stal Ostrów

### 21. kolejka (04.03.2006 – sobota)
- Astoria Bydgoszcz – Unia Tarnów
- Noteć Inowrocław – Turów Zgorzelec
- Gipsar Stal Ostrów – Anwil Włocławek
- Kotwica Kołobrzeg – Śląsk Wrocław
- Polonia Warszawa – AZS Koszalin
- Polpak Świecie – Prokom Trefl Sopot
- Polpharma Starogard Gdański – Czarni Słupsk

### 22. kolejka (11.03.2006 – sobota)
- Unia Tarnów – Polonia Warszawa
- Turów Zgorzelec – Polpharma Starogard Gdański
- Czarni Słupsk – Polpak Świecie
- Prokom Trefl – Astoria Bydgoszcz
- AZS Koszalin – Kotwica Kołobrzeg
- Śląsk Wrocław – Gipsar Stal Ostrów
- Anwil Włocławek – Noteć Inowrocław

### 23. kolejka (18.03.2006 – sobota)
- Kotwica Kołobrzeg – Unia Tarnów
- Anwil Włocławek – Turów Zgorzelec
- Noteć Inowrocław – Śląsk Wrocław
- Gipsar Stal Ostrów – AZS Koszalin
- Polonia Warszawa – Prokom Trefl Sopot
- Astoria Bydgoszcz – Czarni Słupsk
- Polpak Świecie – Polpharma Starogard Gdański

### 24. kolejka (25.03.2006 – sobota)
- Unia Tarnów – Stal Ostrów Wielkopolski
- Turów Zgorzelec – Polpak Świecie
- Polpharma Starogard Gdański – Astoria Bydgoszcz
- Czarni Słupsk – Polonia Warszawa
- Prokom Trefl Sopot – Kotwica Kołobrzeg
- AZS Koszalin – Noteć Inowrocław
- Śląsk Wrocław – Anwil Włocławek

### 25. kolejka (01.04.2006 – sobota)
- Noteć Inowrocław – Unia Tarnów
- Śląsk Wrocław – Turów Zgorzelec
- Anwil Włocławek – AZS Koszalin
- Gipsar Stal Ostrów – Prokom Trefl Sopot
- Kotwica Kołobrzeg – Czarni Słupsk
- Polonia Warszawa – Polpharma Starogard Gdański
- Astoria Bydgoszcz – Polpak Świecie

### 26. kolejka (08.04.2006 – sobota)
- Unia Tarnów – Anwil Włocławek
- Turów Zgorzelec – Astoria Bydgoszcz
- Polpak Świecie – Polonia Warszawa
- Polpharma Starogard Gdański – Kotwica Kołobrzeg
- Czarni Słupsk – Gipsar Stal Ostrów
- Prokom Trefl Sopot – Noteć Inowrocław
- AZS Koszalin – Śląsk Wrocław

## Tabela
| m   | zespół        | PKT | mecze | zw. – por | dom    | wyjazd | pkt. zd. – pkt. str. | stosunek |
| 1.  | Prokom Trefl  | 48  | 26    | 22 – 4    | 11 – 2 | 11 – 2 | 2305 – 1954          | 1,180    |
| 2.  | Anwil         | 43  | 26    | 17 – 9    | 10 – 3 | 7 – 6  | 2064 – 1848          | 1,117    |
| 3.  | Polpak        | 42  | 26    | 16 – 10   | 8 – 5  | 8 – 5  | 2061 – 1993          | 1,034    |
| 4.  | Energa Czarni | 42  | 26    | 16 – 10   | 9 – 4  | 7 – 6  | 2004 – 1845          | 1,086    |
| 5.  | Era Śląsk     | 41  | 26    | 15 – 11   | 9 – 4  | 6 – 7  | 1997 – 1944          | 1,027    |
| 6.  | Stal          | 40  | 26    | 14 – 12   | 7 – 6  | 7 – 6  | 2108 – 2003          | 1,052    |
| 7.  | BOT Turów     | 40  | 26    | 14 – 12   | 9 – 4  | 5 – 8  | 2245 – 2068          | 1,086    |
| 8.  | Polpharma     | 40  | 26    | 14 – 12   | 10 – 3 | 4 – 9  | 2058 – 1962          | 1,049    |
| 9.  | AZS           | 38  | 26    | 12 – 14   | 8 – 5  | 4 – 9  | 2273 – 2331          | 0,975    |
| 10. | Astoria       | 38  | 26    | 12 – 14   | 7 – 6  | 5 – 8  | 2109 – 2157          | 0,978    |
| 11. | Polonia       | 38  | 26    | 12 – 14   | 8 – 5  | 4 – 9  | 2040 – 2016          | 1,012    |
| 12. | DGP Azoty     | 36  | 26    | 10 – 16   | 6 – 7  | 4 – 9  | 2016 – 2171          | 0,929    |
| 13. | Kotwica       | 34  | 26    | 8 – 18    | 4 – 9  | 4 – 9  | 1923 – 2094          | 0,918    |
| 14. | Noteć         | 26  | 26    | 0 – 26    | 0 – 13 | 0 – 13 | 1763 – 2580          | 0,683    |

## Play-out

### 1. kolejka o utrzymanie (12.04.2006 – środa)
- 18:30 Polonia SPEC Warszawa – DGP Azoty Unia Tarnów 95:107
- 18:00 Astoria Bydgoszcz – SKK Kotwica Kołobrzeg 102:89
- 18:00 AZS Gaz Ziemny Koszalin – Noteć Inowrocław 126:78

### 2. kolejka o utrzymanie (19.04.2006 – środa)
- 18:00 AZS Gaz Ziemny Koszalin – Astoria Bydgoszcz 93:100
- 18:00 SKK Kotwica Kołobrzeg – Polonia SPEC Warszawa 71:74
- 18:00 Noteć Inowrocław – DGP Azoty Unia Tarnów 104:131

### 3. kolejka o utrzymanie (21.04.2006 – piątek)
- 17:00 DGP Azoty Unia Tarnów – SKK Kotwica Kołobrzeg 76:86
- 16:00 Astoria Bydgoszcz – Noteć Inowrocław 102:88
- 22.04.2006 19:30 Polonia SPEC Warszawa – AZS Gaz Ziemny Koszalin 84:75

### Tabela
| m   | zespół    | PKT | mecze | zw. – por | dom    | wyjazd | pkt. zd. – pkt. str. | stosunek |
| 9.  | Astoria   | 44  | 29    | 15 – 14   | 9 – 6  | 6 – 8  | 2413 – 2427          | 0,994    |
| 10. | Polonia   | 43  | 29    | 14 – 15   | 9 – 6  | 5 – 9  | 2293 – 2269          | 1,011    |
| 11. | AZS       | 42  | 29    | 13 – 16   | 9 – 6  | 4 – 10 | 2567 – 2593          | 0,990    |
| 12. | DGP Azoty | 41  | 29    | 12 – 17   | 6 – 8  | 6 – 9  | 2330 – 2456          | 0,949    |
| 13. | Kotwica   | 38  | 29    | 9 – 20    | 4 – 10 | 5 – 10 | 2169 – 2346          | 0,925    |
| 14. | Noteć     | 29  | 29    | 0 – 29    | 0 – 14 | 0 – 15 | 2033 – 2939          | 0,692    |

## Play-off
| ĆWIERĆFINAŁY | PÓŁFINAŁY | FINAŁ |
| --- | --- | --- |
| (1*) Prokom Trefl Sopot 3 91:76 (18 kwietnia godz. 18:00 Sopot) 80:60 (19 kwietnia godz. 18:00 Sopot) 85:93 (22 kwietnia godz. 17:00 Starogard) (8) Polpharma Starogard Gd. 0 _______________ (4) Energa Czarni Słupsk 3 67:70 (18 kwietnia godz. 18:10 Słupsk) 70:62 (19 kwietnia godz. 18:10 Słupsk) 78:81 (23 kwietnia godz. 14:35 Wrocław) 67:69 (24 kwietnia godz. 18:10 Wrocław) (5) Era Śląsk Wrocław 1 _______________ (2) Anwil Włocławek 3 89:66 (18 kwietnia godz. 18:30 Włocławek) 69:62 (19 kwietnia godz. 18:30 Włocławek) 79:81 (22 kwietnia godz. 18:30 Zgorzelec) (7) Turów Zgorzelec 0 _______________ (3) Polpak Świecie 3 76:73 (18 kwietnia godz. 18:30 Grudziądz**) 95:63 (18 kwietnia godz. 18:30 Grudziądz**) 78:85 (22 kwietnia godz. 18:00 Ostrów) (6) Stal Ostrów Wlkp. 0 | Prokom Trefl Sopot 3 80:70 (28 kwietnia godz. 18:00 Sopot) 73:57 (30 kwietnia godz. 18:30 Sopot) 61:77 (3 maja g 18:30 Słupsk) Czarni Słupsk 0 _______________ Anwil Włocławek 3 86:58 (29 kwietnia godz. 18:30 Włocławek) 78:61 (1 maja godz. 18:10 Włocławek) 71:87 (4 maja godz. 18:30 Grudziądz**) Polpak Świecie 0 | Prokom Trefl Sopot 4 88:72 (9 maja godz. 18:30 Sopot) 74:83 (11 maja godz. 18:15 Sopot) 64:66 (14 maja godz. 18:30 Włocławek) 53:84 (16 maja godz. 18:30 Włocławek) 89:62 (19 maja godz. 18:30 Sopot) Anwil Włocławek 1 |

MECZ O 3. MIEJSCE

Polpak Świecie 0 (-16)

60:68 (13 maja 2006 godz. 18:30 Grudziądz**)

79:71 (17 maja 2006 godz. 18:00 Słupsk)

Energa Czarni Słupsk 2 (+16)
* miejsce po rundzie zasadniczej

** zespół Polpaku Świecie swoje mecze rozgrywał w hali w Grudziądzu

*** pojedynki w ćwierćfinałach i półfinałach toczyły się do trzech zwycięstw. Po wygranych pierwszych 3 meczach nie rozgrywa się już 4 i 5. Natomiast w finale gra się "best of seven" czyli możliwe jest rozegranie aż siedmiu meczów, ale rywalizacja może się zakończyć już wtedy, gdy jeden z zespołów odniesie 4 zwycięstwa. W meczu o trzecie miejsce odbywają się tylko dwa mecze (u siebie i na wyjeździe), a brązowy medal zdobywa zespół, który ma lepszy bilans w tych spotkaniach.

## Ostateczna kolejność
| Lp. | Drużyna                     |
| --- | --------------------------- |
|     | Prokom Trefl Sopot          |
|     | Anwil Włocławek             |
|     | Energa Czarni Słupsk        |
| 4.  | KS Polpak Świecie           |
| 5.  | Era Śląsk Wrocław           |
| 6.  | Stal Ostrów Wielkopolski    |
| 7.  | BOT KS Turów Zgorzelec      |
| 8.  | Polpharma Starogard Gdański |
| 9.  | Astoria Bydgoszcz           |
| 10. | Polonia SPEC Warszawa       |
| 11. | AZS Gaz Ziemny Koszalin     |
| 12. | DGP Azoty Unia Tarnów       |
| 13. | SKK Kotwica Kołobrzeg       |
| 14. | Noteć Inowrocław            |

## Nagrody indywidualne
W głosowaniu mediów wybrano najlepszych zawodników Dominet Basket Ligi sezonu 2005/2006. Podobnie jak to się odbywa w lidze NBA, najważniejsze nagrody oficjalne ligi przyznają właśnie dziennikarze.

### Najlepszy zawodnik sezonu
- Zwycięzca: Goran Jagodnik (Prokom Trefl Sopot)
  - Głosy zebrali także: Rick Apodaca (Polpak), Miah Davis (Czarni), Christian Dalmau (Prokom), Adam Wójcik (Prokom).

### Najlepszy obrońca sezonu
- Zwycięzca: Tomas Masiulis (Prokom Trefl Sopot)
  - Głosy zebrali także: Rashid Atkins (Prokom), Steve Thomas (Polpak).

### Najlepszy młody gracz (rocznik 1985 i młodsi)
- Zwycięzca: Michał Chyliński (Astoria Bydgoszcz)
  - Głosy zebrał także: Kamil Chanas (Era Śląsk Wrocław)

### Największy postęp sezonu
- Zwycięzca: Kamil Chanas (Era Śląsk Wrocław)
  - Głosy zebrali także: Krzysztof Szubarga (Polpak), Iwo Kitzinger (Unia), Krzysztof Mielczarek (Noteć).

### Najlepszy trener sezonu
- Zwycięzca: Eugeniusz Kijewski (Prokom Trefl Sopot)
  - Głosy zebrał także: Igor Griszczuk (Czarni).

### Pierwsza piątka sezonu
- Miah Davis (Energa Czarni Słupsk)
- Rick Apodaca (Polpak Świecie)
- Michał Ignerski (Anwil Włocławek)
- George Reese (Stal Ostrów)
- Adam Wójcik (Prokom Trefl Sopot)
  - Głosy otrzymali także: Christian Dalmau (Prokom), Steve Thomas (Polpak), Tomas Masiulis (Prokom), Goran Jagodnik (Prokom), Jerry Johnson (Polpharma), Łukasz Koszarek (Polonia), Damien Kinloch (Polpharma).